# Svitava
Svitava je naseljeno mjesto u gradu Čapljini, Federacija BiH, BiH.

## Zemljopisne značajke
Naselje se nalazi u istočnom dijelu općine uz neposrednu granicu s općinama Stolac i Neum. Osim Hutova blata, teren oko Svitave uglavnom je brdovit. Najveći vrh je na Budisavini, na 588 metara nadmorske visine, 1,8 kilometara istočno od Svitave. Najbliži grad je Čapljina, udaljen 20-ak kilometara.

## Stanovništvo
| Svitava            |               |              |              |               |
| godina popisa      | 2013.         | 1991.        | 1981.        | 1971.         |
| Hrvati             | 239 (100,00%) | 317 (99,37%) | 448 (99,78%) | 431 (100,00%) |
| ostali i nepoznato | 0 (0,00%)     | 2 (0,627%)   | 1 (0,223%)   | 0 (0,00%)     |
| ukupno             | 239           | 319          | 449          | 431           |

## Znamenitosti
| Crkva Male Gospe |  | Crkva Male Gospe |
| Crkva Male Gospe |  | Groblje          |

Lokalitet Grčko greblje nalazište je 30 stećaka u obliku ploča, sanduka i križeva. Orijentirani su u pravcu zapad-istok, a datirani su u kasni srednji vijek. Katoličko groblje nalazište je još dva stećka u obliku ploče i križa, također iz kasnog srednjeg vijeka. Na još jednom lokalitetu zvanom Grčko groblje nalazište je još 6 stećaka u obliku ploča i križa, orijentiranih u smjeru zapad-istok, također iz kasnog srednjeg vijeka. Na istom je mjestu pronađen i rimski spolij.
U Svitavi se nalazi CHE Čapljina izgradnjom koje je 1979. nastalo umjetno Svitavsko jezero. U blizini Svitave nalazi se i Deransko jezero, prirodno jezero iz kojeg istječe rijeka Krupa. Oba su jezera dio parka prirode Hutovo blato.
U mjestu je crkva Male Gospe, a pripada župi Hrasno.